# Grimmia mariniana
Grimmia mariniana är en bladmossart som beskrevs av Sayre 1955. Grimmia mariniana ingår i släktet grimmior, och familjen Grimmiaceae. Inga underarter finns listade i Catalogue of Life.